# Antoine Le Maistre
Antoine Le Maistre (Parigi, 1608 – Port-Royal des Champs, 1658) è stato un giurista francese.
Avvocato delle cause perse, si ritirò nel 1638 e lavorò come traduttore di testi religiosi con suo fratello Louis-Isaac Lemaistre de Sacy. Dal 1655 al 1658 fu uno che veniva chiamato "papà". Ebbe una grande influenza e morì da lì a poco.